# Favia rotundata
Favia rotundata là một loài san hô trong họ Faviidae. Loài này được Veron Pichon & Wijsman-Best mô tả khoa học năm 1972.